# Juan Carlos Mazzini
Juan Carlos Mazzini (Castelar, 25 giugno 1940 – 10 aprile 2013) è stato un cestista argentino.

## Carriera
Con l'Argentina ha disputato i Giochi panamericani di Winnipeg 1967.